# Montanhas Khentii
As Montanhas Khentii (em mongol:  Хэнтий нуруу) são uma cadeia  de montanhas nas províncias de Töv e Khentii no norte da Mongólia. A cadeia dá a volta na Área Estritamente Protegida Khan Khentii e inclui a montanha sagrada da  Mongólia, Burkhan Khaldun, a qual é associada com a origem de Genghis Khan.
A cadeia forma a bacia entre o Oceano Ártico (via Lago Baikal) e a base do Oceano Pacífico. Os rios que se originam na cadeia incluem o Onon,o Kherlen, e o Tuul.